# Horus von Buto
Horus von Buto (auch Horus in Buto) ist in der ägyptischen Mythologie eine Nebenform des Gottes Horus, die als Gottheit erstmals im Mittleren Reich in einer Inschrift von Dahschur erwähnt wird.

## Ikonografie
Für Horus von Buto sind ikonografische Belege seit der 22. Dynastie bezeugt, wo er als falkenköpfiger Gott mit Doppelkrone abgebildet ist, wahlweise in der Kuschitenzeit auch mit Anch-Zeichen sowie Was-Zepter in den Händen haltend. 
Während der Saitenzeit ist Horus von Buto auch als Kindgott mit Jugendlocke sowie Finger am Mund zu sehen, daneben in der Spätzeit als Falke oder auf einem Podest stehender Falke mit der roten Krone des Nordens. In der griechisch-römischen Zeit wird Horus von Buto in Edfu als thronende Gottheit mit Doppelkrone verehrt.

## Mythologische Verbindungen

### Griechisch-römische Zeit

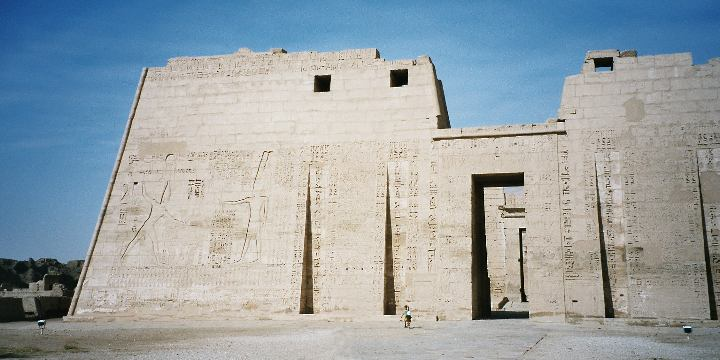
Tempel von Medinet Habu

In der griechisch-römischen Zeit wird Horus von Buto als Sohn der Isis erwähnt, der von ihr in Chemmis geboren wurde. Daneben tritt er auch als Eidgottheit auf. Auf einer Stele aus Samos wird Horus von Buto bezüglich eines „Falken des Horus von Buto“ mit dem griechischen Apollon gleichgesetzt. 
Im kleinen Tempel von Medinet Habu gehörte Horus von Buto zu den Göttern „Neunheit von Karnak“ (Pesdjet-aat-net-Ipet-sut). Außerdem wurde er in einem demotischen Papyrus als Erscheinungsform des Horus beschrieben.

#### Edfu
Der König (Pharao) gilt in Verbindung mit frischen Pflanzen in Edfu als lebendes Abbild des Horus von Buto, dessen Jahre mit denen des Königs gleichgesetzt werden. Weiter heißt es in Inschriften aus Edfu, dass der König das Königtum von Horus von Buto erhält. Die unterägyptische Kronengöttin Uto übergab in diesem Zusammenhang dem König symbolisch die „Lebenszeit des Horus von Buto“. Daneben heißt es, dass dem König die „Lebenszeit des Re am Himmel und das Königtum des Horus von Buto“ überreicht wird. Hinsichtlich des Horusauges gleicht die Kraft des Königs der des Horus von Buto, dessen Stärke von Hor-Behdeti in Edfu an den König übergeben wird.
In der Nebenform als „Horus von Buto in Edfu“ wird er bezüglich des Osirismythos in einer Ritualszene genannt, in der es um die Tötung des Seth geht. Als Opfergaben erhielt Horus von Buto in Edfu Myrrhe, Wein und Gänse. Er wurde als eine der 24 Gottheiten genannt, deren Namen andauern werden.

#### Esna
In Esna trat Horus von Buto außerdem als Chnum-Re auf. Der König wurde in Esna als „Horus von Buto“ betitelt, von dem er das Königtum erhielt.